# Prix Femina des lycéens
Pour les articles homonymes, voir Femina.
Le prix Femina des lycéens est un prix littéraire français créé en 2016 à l'initiative du rectorat de Rouen avec l'aval du jury du prix Femina sous l'égide d'Évelyne Bloch-Dano. Il est attribué annuellement en décembre par un jury de lycéens normands en classe de première à un roman issu de la deuxième sélection du prix principal,. La région académique Normandie (Caen-Rouen) pilote l'opération. 16 classes participent au prix: 12 classes normandes, 2 classes de l'académie de Lille et 2 classes de l'académie d'Amiens depuis l'année 2019; soit 500 lecteurs lycéens. Le partenariat avec les librairies indépendantes, grâce à l'association des Librairies indépendantes en Normandie et l'association Libr'aire des Hauts-de-France, les élèves rencontrent les auteurs de la sélection. 

## Liste des lauréats
| Année |  | Auteur                | Ouvrage                                   | Éditeur (xe fois)        | Notes                             |
| ----- |  | --------------------- | ----------------------------------------- | ------------------------ | --------------------------------- |
| 2016  |  | Nathacha Appanah      | Tropique de la violence                   | Gallimard                | Également prix France Télévisions |
| 2017  |  | Jean-Baptiste Andrea  | Ma reine                                  | Iconoclaste              | Également prix du premier roman   |
| 2018  |  | Isabelle Desesquelles | Je voudrais que la nuit me prenne         | Belfond                  |                                   |
| 2019  |  | Victor Jestin         | La Chaleur                                | Flammarion               | Également prix de la vocation     |
| 2020  |  | Laurent Petitmangin   | Ce qu'il faut de nuit                     | La Manufacture de livres | Également prix Stanislas          |
| 2021  |  | Ananda Devi           | Le Rire des déesses                       | Grasset                  |                                   |
| 2022  |  | Polina Panassenko     | Tenir sa langue                           | l'Olivier                |                                   |
| 2023  |  | Éric Chacour          | Ce que je sais de toi                     | Philippe Rey             |                                   |
| 2024  |  | Gabriella Zalapi      | Ilaria ou la conquête de la désobéissance | Éditions Zoe             |                                   |